# Leopold Clemens von Sachsen-Coburg und Gotha

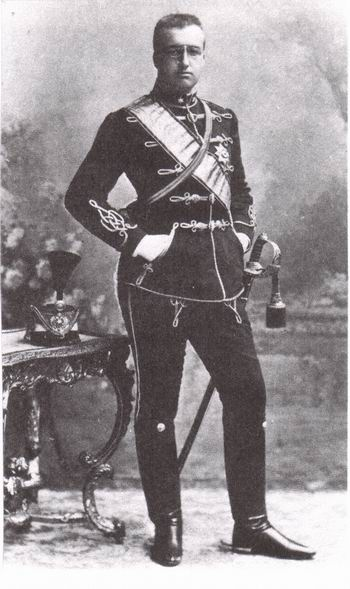
Prinz Leopold Clemens von Sachsen-Coburg-Gotha, vor 1916

Leopold Clemens Philipp August Maria von Sachsen-Coburg und Gotha (* 19. Juli 1878 in Szent-Antal, Komitat Hont, Österreich-Ungarn (jetzt Svätý Anton, Slowakei); † 27. April 1916 in Wien) war ein Prinz aus der katholischen Linie Sachsen-Coburg-Koháry.

## Leben
Leopold Clemens war der einzige Sohn von Prinz Philipp von Sachsen-Coburg und Gotha (1844–1921) und Louise, geb. Prinzessin von Belgien (1858–1924), Tochter König Leopold II. von Belgien und Schwester von Kronprinzessin Stephanie, Erzherzogin von Österreich, Gemahlin von Kronprinz Rudolf, Sohn Kaiser Franz Joseph I. und Kaiserin Elisabeth. Er war als Erbe des ungarischen Koháry-Besitzes vorgesehen.
Im Frühjahr 1897 legte Prinz Leopold zu Wien die Offiziersprüfung ab und wurde hierauf am 24. April 1897 zum Lieutenant im K.u.k. Husaren-Regiment „Graf Nádasdy“ Nr. 9 ernannt. Er diente als Lieutenant und Rittmeister in der Garnison Ödenburg. Zuletzt war er ein Kapitän der Streitkräfte von Österreich-Ungarn.
1913 lernte der Prinz bei einer Wohltätigkeitsveranstaltung in Wien die Bühnenschauspielerin Kamilla Rybiczka (1886–1915) kennen, in die er sich verliebte. Er unternahm mit seiner Geliebten einige Reisen und finanzierte ihr eine Wohnung in der Marokkanergasse im Wiener Stadtteil Leopoldstadt.
Großes Aufsehen in ganz Europa erregten die Umstände seines Todes. Als Leopold von Sachsen-Coburg und Gotha mit dem Beginn des Ersten Weltkriegs 1915 an die Front beordert wurde, forderte Kamilla ihn auf, sie noch vor seiner Abreise zu heiraten.  Am 17. Oktober 1915 traf Leopold Clemens sich in Wien mit seiner Geliebten Kamilla Rybiczka. Die bürgerliche Rybiczka verlangte von Leopold Clemens die Heirat, der jedoch auf Druck seiner Familie keine nichtstandesgemäße Ehe eingehen durfte. An diesem Tag wollte er sich von ihr trennen und sie mit einer hohen finanziellen Abfindung beruhigen. Rybiczka schoss fünfmal auf Leopold Clemens und übergoss sein Gesicht mit einer Flasche Schwefelsäure. Danach erschoss sie sich selbst. Leopold Clemens überlebte den Angriff schwerstverletzt. Insbesondere die Säure hatte gravierende Verletzungen an seinem Gesicht und Kopf verursacht, er hatte durch den Angriff ein Auge verloren. Bei einer Operation, mit der sein Augenlicht wiederhergestellt werden sollte, kam es zu Komplikationen, die zum Tode Leopold Clemens’ führten.
Die Leiche Leopold Clemens’ wurde in der „Koháry-Gruft“ der Kirche St. Augustin in Coburg
bestattet.

## Auszeichnungen
- Orden vom Goldenen Vlies
- Knight Grand Cross
- Turm- und Schwertorden Großkreuz